# Alexeter clavator
Alexeter clavator är en stekelart som först beskrevs av Cornelius Herman Muller 1776.  Alexeter clavator ingår i släktet Alexeter och familjen brokparasitsteklar. Arten är reproducerande i Sverige. Utöver nominatformen finns också underarten A. c. maculatus.